# Зеллин
Зеллин (нем. Sellin) — община в Германии, в земле Мекленбург-Передняя Померания.
Входит в состав района Рюген. Подчиняется управлению Мёнхгут-Границ. Население составляет 2358 человек (2009); в 2003 г. — 2540. Занимает площадь 14,33 км².

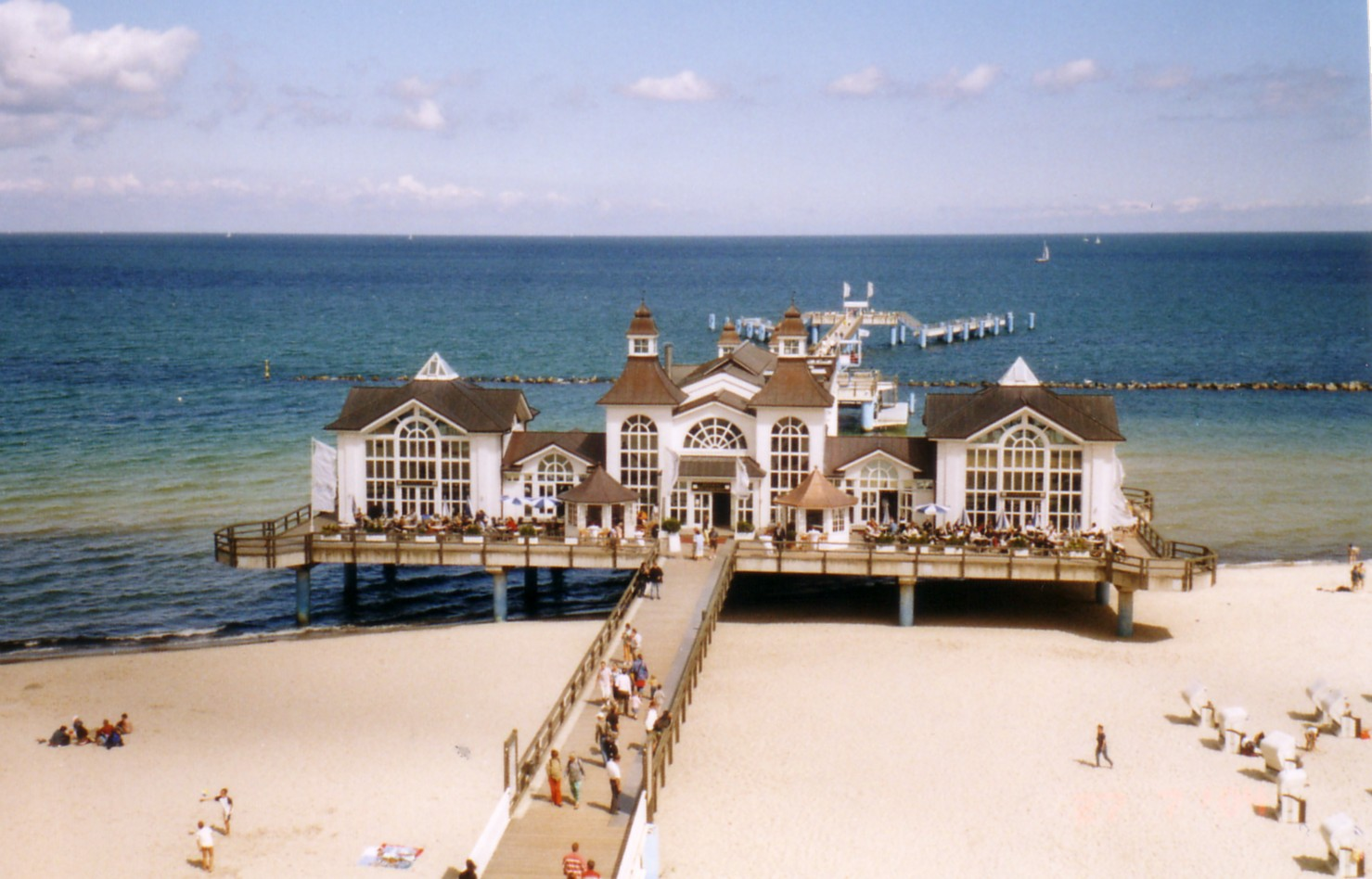
Зеллин
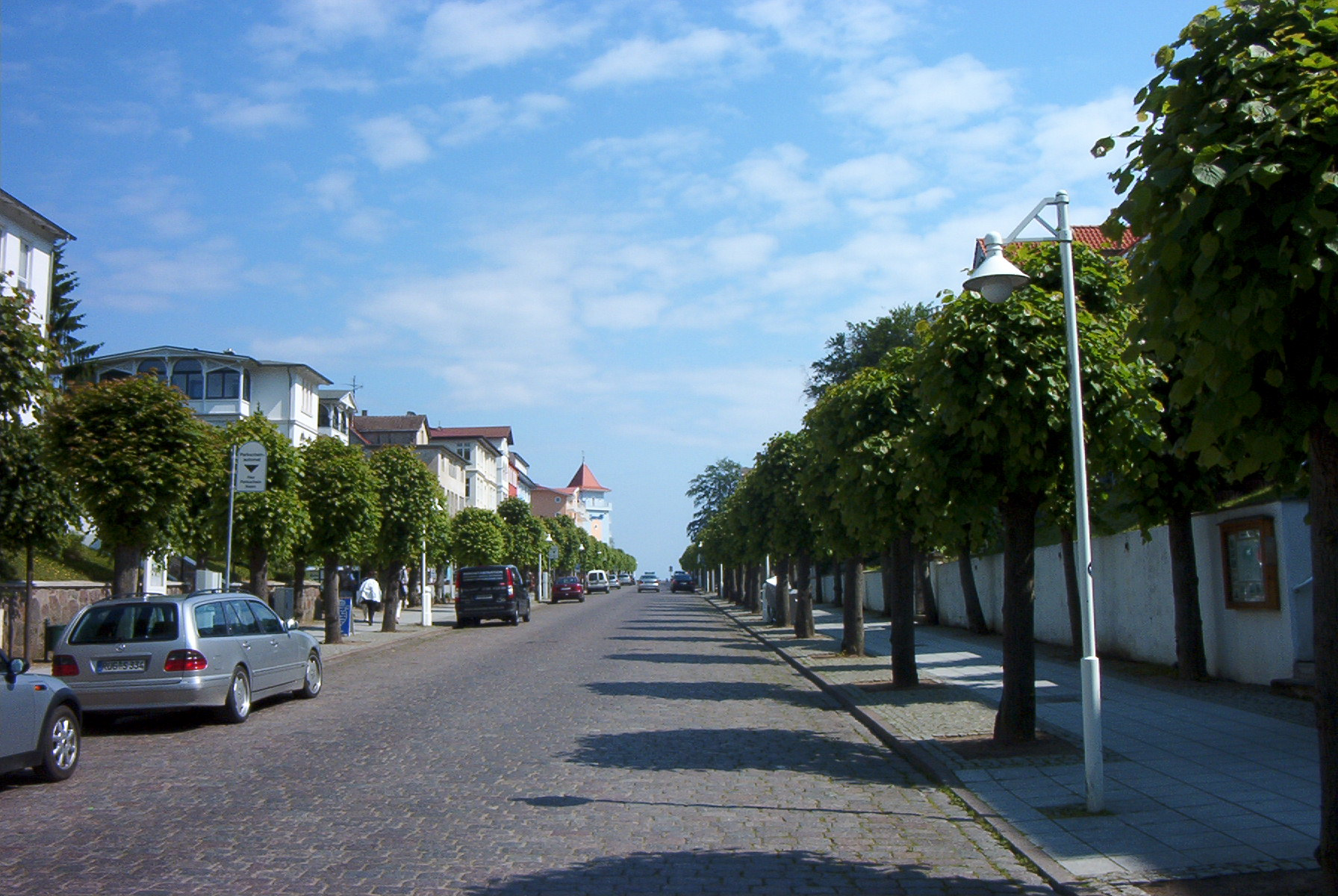
Зеллин